# Michalovice, Litoměřice
Michalovice là một làng thuộc huyện Litoměřice, vùng Ústecký, Cộng hòa Séc.